# Gholam Reza Mohammadi
Gholam Reza Mohammadi (pers. غلامرضا محمدى; ur. 29 grudnia 1970 w Chorramabadzie) – irański zapaśnik w stylu wolnym. Olimpijczyk z Atlanty 1996, gdzie zajął piąte miejsce w kategorii 52 kg.
Siedmiokrotny uczestnik mistrzostw świata, na których zdobył cztery medale. Srebro w 1993 i 1995 i brąz w 1994 i 1998.
Czwarty w igrzyskach azjatyckich w 1994. Brązowy medalista mistrzostw Azji w 1997. Pierwszy w Pucharze Świata w 1999 i 2001; drugi w 1995; czwarty w 1994 i siódmy w 1998. Najlepszy na wojskowych MŚ w 1997. Uniwersytecki mistrz świata w 1996. Drugie miejsce w Pucharze Azji w 2003 roku.